# Poppy Montgomery
 (juin 2011).
Si vous disposez d'ouvrages ou d'articles de référence ou si vous connaissez des sites web de qualité traitant du thème abordé ici, merci de compléter l'article en donnant les références utiles à sa vérifiabilité et en les liant à la section « Notes et références ».
Poppy Montgomery, née Poppy Petal Emma Elizabeth Deveraux Donahue, le 19 juin 1972 à Sydney, dans le Nouvelle-Galles du Sud, en (Australie), est une actrice australo-américaine. 
Elle est surtout connue pour le rôle de Carrie Wells dans Unforgettable. 
Elle s'est aussi fait connaître dans la série FBI : Portés disparus où elle incarne le rôle de Samantha « Sam » Spade. 
En 2019, elle incarne le rôle principal de Cat Chambers dans la courte série Reef Break .

## Biographie
Poppy Petal Emma Elizabeth Deveraux Donahue naît le 19 juin 1972 à Sydney, dans le Nouvelle-Galles du Sud, en (Australie). Elle y a été élevée par sa mère, Nicola Montgomery, chargée d'étude de marché et son père Phil Donahue, restaurateur. Elle a 8 frères et sœurs, « On a également des demi-frères et sœurs. Nous sommes comme des lapins. Mes parents ont divorcé et se sont remariés chacun de leur côté et ils ont encore eu des enfants. Ma mère a en fait 5 enfants », déclara-t-elle. Cinq des 8 frères et sœurs de Poppy ont également des noms de fleurs comme elle. Ses sœurs s'appellent Rosie Thorn, Lily Belle, Marigold Sun, Daisy Yellow. Son frère s'appelle Jethro Tull, d'après le nom du groupe. Ce que pense Poppy de ses noms : « Pour moi, ça sonne comme le nom d'une star porno. C'est comme Bon dieu Poppy Petal ? »
Son prénom étant pour le moins original, elle est la cible des moqueries de ses camarades de classe et affublée de surnoms tels que Sloppy Poppy, Poopy Poppy et Floppy Poppy. L'école n'a donc pas été une expérience agréable pour elle : à l'âge légal en Australie (14 ans et 9 mois) elle arrête ses études. Elle dit qu'elle « était torturée » et qu'elle « détestait l'école ». « J'étais rousse, j'avais des taches de rousseur et mon nom était Poppy Petal. C'était l'enfer. Et je ne m'en suis toujours pas vraiment remise ». Elle a été renvoyée de toutes les écoles de Sydney pour des écarts de conduite tels que mettre les coudes sur la table ou porter des sous-vêtements inappropriés.
Après avoir quitté l'école, elle prend un emploi de serveuse dans l'un des restaurants de son père, mais elle est tellement maladroite qu'il la renvoie peu de temps après. Elle décide ensuite d'entrer dans une troupe de théâtre. Son premier et dernier rôle dans cette compagnie est celui d'un garde dans une pièce de Shakespeare, La nuit des rois. « No sir, No Jot » « c'était mon seul texte. Vous savez ce qu'on dit ; il n'y a pas de petits rôles mais seulement de petits acteurs. Je m'ennuyais tellement que quand j'ai regardé la fille qui jouait l'autre garde, j'ai perdu le contrôle, vous savez quand vous avez un fou rire et que vous essayez de vous arrêter mais que ça devient pire ? Après ça, je me suis dit que peut-être je n'étais pas faite pour être actrice. » a-t-elle déclaré.
À l'âge de 16 ans, Poppy quitte la maison familiale et voyage dans la région de Bali (Indonésie), en compagnie de son petit ami. Deux ans plus tard, elle décide de partir pour les États-Unis suivant un ami de son frère dont elle était amoureuse. Elle prit un avion pour la Floride afin de rester avec lui mais leur relation est un vrai fiasco et elle rompt avec lui peu après son arrivée là-bas. Elle a quelques connaissances à New York et Los Angeles, mais ses amis de New York ne répondant pas à ses appels, elle décide de partir vers Los Angeles dans l'espoir d'une carrière d'actrice, adoptant ainsi le nom de jeune fille de sa mère : Montgomery. Ce qu'en dit Poppy : « Le chauffeur du bus m'a acheté un sandwich chez McDonald's tellement j'étais fauchée ! » Résidant chez son ami à Los Angeles, elle court les castings avec une voiture sans fenêtres et sans phares ; elle envoie un portrait photo par jour au manager de Julia Roberts, Bob McGowan, dont elle a entendu parler dans le livre How to Make it in Hollywood. Dans un premier temps, il l'envoie balader mais Poppy est persévérante et il finit par répondre à ses lettres. Elle décroche ainsi son premier contrat pour une pub, qui ne sera jamais diffusée !

## Carrière

### Débuts
Entre quelques apparitions dans des séries télévisées telles que La Vie à cinq et New York Police Blues, et des petits rôles dans des films comme Le Diable en robe bleue avec Denzel Washington, Poppy travaille comme vendeuse dans un magasin de vêtements Gap. Mais tout commence réellement en 1996, lorsqu'elle intègre le casting de la série télévisée Relativity qui malheureusement ne dura pas, puis obtient un rôle-titre dans un téléfilm de science-fiction The Cold Equations au côté de Bill Campbell. En 1998, elle obtient son premier grand rôle dans Dead man on campus au côté, entre autres, de Mark-Paul Gosselaar et Alyson Hannigan. L'année suivante, elle jouera aux côtés de Diane Keaton ou encore Eddie Murphy dans les films The Other Sister et Life. En 2000, elle reçut d'excellentes critiques pour ses interprétations dans deux films indépendants This space between Us et Men named Milo, Women named Greta. Toujours en 2000, elle intègre le casting d'une autre série, qui ne dura pas non plus ; The beat. Sa dernière série avant d'intégrer le casting de FBI : Portés disparus fut Glory Days où elle interpréta Ellie Sparks, médecin légiste, aux côtés de Eddie Cahill (de la série Les Experts : Manhattan) et Emily VanCamp (de la série Everwood).

### Révélation
Plus jeune, Poppy est fascinée par la légendaire Marilyn Monroe. Elle a des posters d'elle accrochés aux murs de sa chambre, voit tous ses films (son préféré étant Les Désaxés de 1961), et, à 12 ans, lit déjà tout ce qui se rapporte à elle. En 2001, Poppy obtient le rôle de ses rêves où elle incarne Marilyn Monroe dans un téléfilm de 4 heures, Blonde, basé sur le best seller du même nom de Joyce Carol Oates. Elle est acclamée par les critiques pour sa performance dans cette série. « Lorsque j'ai dit à ma mère que j'allais jouer Marilyn Monroe, elle n'avait pas l'air tellement surprise et m'a dit Eh bien, tu as répété pour ce rôle toute ta vie ». Poppy arrête de travailler et commence le yoga, elle doit prendre 12 livres (environ 5,4 kg) afin d'avoir la silhouette de Marilyn. « J'étais terrifiée, être australienne et jouer une américaine, surtout que le tournage avait lieu en Australie. Ma plus grande préoccupation était à propos de ce qui avait été déjà fait sur elle, vous savez il y avait déjà eu tellement de "Marilyn" différentes, je ne voulais pas être banale, vous savez, une sorte de caricature de Marilyn Monroe ». C'est pour ça que pour ce rôle, elle décide de ne pas parler à des personnes ayant connu Marilyn. « Il y a comme un mythe autour de Marilyn, tous ceux à qui vous parlez et les biographes vous diront des choses totalement opposées ». Poppy adore jouer Marilyn à tel point qu'elle "aurait pu toujours jouer ce rôle".
Lorsqu'on lui demande pourquoi elle n'a plus son accent australien, Poppy répond : « J'étais dans une série, Relativity, la première fois que je suis venue sur le plateau je me suis dit que si on entendait mon accent je serais probablement virée. J'ai donc essayé d'imiter l'accent américain tout le temps, en parlant très lentement, prononçant chaque syllabe et puis c'est devenu comme une seconde nature ». Après avoir travaillé aux États-Unis si longtemps elle avoue maintenant ne plus pouvoir retrouver son accent australien. « Je me suis présentée à une audition pour jouer une Australienne et je pensais avoir été géniale, que ça allait être une expérience extraordinaire, que j'avais décroché le rôle. Mais la production du film a dit à mon manager que c'était la pire imitation de l'accent australien qu'ils avaient entendu ! »

### Consécration àFBI: Portés disparusetUnforgettable
En 2002, Poppy décroche le rôle de l'agent du FBI, Samantha Spade, dans la série à succès FBI : Portés disparus, le rôle qui l'a révélée au grand public. Quand elle n'est pas sur le tournage de FBI : Portés disparus qui lui prend 10 mois par an, Poppy profite de ses vacances pour tourner dans d'autres films, préférant des rôles complètement opposés à celui de Samantha Spade. Ainsi en 2004, elle fut à l'affiche des films Une famille pour la vie et 50 Ways to Leave Your Lover, en 2005 Passions sous la neige et L'héritage de la passion et plus récemment le thriller Between, où elle rencontra également l'amour avec Adam Kaufman, son co-star dans ce film. Poppy a dit : « Between a été doublement bon pour moi : j'ai tourné dans un film super, et je suis tombée amoureuse.... »
En juin 2007, Poppy annonce qu'elle est enceinte de son premier enfant avec son compagnon, Adam Kaufman. Elle donnera naissance à un petit garçon, Jackson Philip Deveraux Kaufman le 23 décembre 2007, à Los Angeles.
En 2009, la chaîne CBS annule la série FBI : Portés disparus. Poppy dit donc adieu au rôle de Samantha Spade qu'elle a interprété pendant près de 7 ans. Elle n'arrête cependant pas la comédie puisque seulement quelques mois après l'annulation de la série, elle interprète Nola Delvin, une jeune femme obèse dans L'Amour XXL : « Ce film parle de la façon où elle (Nola), reprend son pouvoir et réalise qu'elle n'a pas besoin de prétendre à cette idée de perfection. J'espère que le message est qu'elle perd du poids et retrouve la forme pour être en bonne santé. Ce n'est pas parce qu'une femme est mince que tout marche parfaitement, ce n'est certainement pas le message que je veux faire passer. » Puis en 2010, Poppy joue dans True Blue, diffusé sur la chaine américaine ABC, en compagnie de Marc Blucas, Scott Foley et Ana Ortiz, cette nouvelle série, à mi-chemin entre le soap et le policier, mettra en scène un groupe de flics se retrouvant afin de résoudre le meurtre de l’un des leurs au cœur de San Francisco, celle-ci sera finalement supprimée avant sa diffusion.
En 2011, elle est l'héroïne de sa propre série avec Unforgettable mettant en scène Carrie Wells, une ancienne policière de New York qui souffre d'hypermnésie, des conditions médicales rares qui lui donnent la capacité de se souvenir de tout.
Après être témoin d'un meurtre, elle rejoint l'équipe de la criminelle. Elle espère ainsi pouvoir élucider le meurtre de sa propre sœur survenu lorsqu'elle était enfant. Le 12 mai 2012, malgré une bonne critique et des audiences assez bonnes, la série est annulée par CBS,. Malgré l'annulation, les chaînes TNT et Lifetime sont intéressées pour une éventuelle reprise de la série. Toutefois, le 20 juin 2012, la chaîne CBS revient sur sa décision et entreprend de faire revenir Unforgettable pour une seconde saison pour la saison estivale de 2013. Le 29 juin 2012, CBS annonce avoir renouvelé la série pour une seconde saison de 13 épisodes qui sera diffusée à l'été 2013.

## Vie privée
Poppy Montgomery a partagé la vie de l'acteur américain Adam Kaufman d'octobre 2005 à octobre 2011. Ensemble, ils ont eu un garçon ; Jackson Phillip Deveraux Montgomery Kaufman (né le 23 décembre 2007).
Depuis novembre 2011, Poppy est la compagne de Shawn Sanford, un cadre chez Microsoft. Ensemble, ils ont eu deux enfants ; une fille, prénommée Violet Grace (née le 22 avril 2013) et un garçon, prénommé Gus Monroe (né le 11 novembre 2014). Le couple s'est marié le 19 février 2014 à Disneyland. À la suite de son mariage avec Shawn, Poppy est devenue la belle-mère d'Haley (née en 2003) et Braydon (né en 2006), issus d'un premier mariage de son époux.

## Filmographie

### Cinéma
- 1994 : Tammy and the T-Rex : La fille à la soirée
- 1995 : Le Diable en robe bleue (Devil in a Blue Dress) : La sœur de Barbara
- 1998 : Un cadavre sur le campus (Dead Man on Campus) : Rachel
- 1999 : L'Autre Sœur (The Other Sister) : Caroline Tate
- 1999 : Perpète (Life) de Ted Demme : Mae Rose Abernathy
- 1999 : This Space Between Us : Arden Ansfield
- 2000 : Men Named Milo, Women Named Greta : Barri Noodleman
- 2004 : 50 Ways to Leave Your Lover : Allison
- 2005 : Between : Nadine Roberts

### Télévision

#### Série télévisée
- 1994 : Les Dessous de Palm Beach (Silk Stalkings) (série télévisée) : Angel
- 1996 : La Vie à cinq (Party of Five) : Allison
- 1996 : New York Police Blues (NYPD Blue) : Lisa
- 1996 - 1997 : Relativity : Jennifer Lukens
- 2000 : The Beat : Elizabeth Waclawek
- 2001 : On the Road Again : Penelope
- 2002 : L'Île de l'étrange (Glory Days) : Ellie Sparks
- 2002 - 2009 : FBI : Portés disparus (Without a Trace) : Samantha Spade
- 2011 - 2016 : Unforgettable : Carrie Wells
- 2019 : Reef Break : Cat Chambers

#### Téléfilms
- 1995 : Jake Lassiter: Justice on the Bayou : Cindy
- 1996 : Peacock Blues
- 1996 : The Cold Equations : Marilyn Cross
- 1997 : Desert's Edge : Mary
- 1999 : The Wonder Cabinet : Dr Sarah Coleman
- 2001 : Blonde (Marilyn Monroe) : Norma Jean Baker / Marilyn Monroe
- 2004 : Une famille pour la vie (Raising Waylon) : Julia
- 2005 : Passions sous la neige (Snow Wonder) : Paula
- 2005 : L'Héritage de la passion (Murder in the Hamptons) : Generosa Rand
- 2010 : L'Amour XXL (Lying to Be Perfect) : Nola Devlin / Belinda Apple
- 2011 : J.K. Rowling : La Magie des mots (Magic Beyond Words) : J. K. Rowling
- 2015 : La Lettre de Holly (Signed, Sealed, Delivered: From Paris with Love) : Holly O'Toole
- 2017 : Un terrible secret (A surrogate's nightmare) : Angela
- 2021 : Noël à la ferme (Christmas on the Farm) : Emmy Jones

## Voix francophones
En France
| - Rafaèle Moutier dans : - FBI : Portés disparus (série télévisée) - Unforgettable (série télévisée) - Une famille pour la vie (téléfilm) - Passion sous la neige (téléfilm) - L'Héritage de la passion (téléfilm) - L'Amour XXL (téléfilm) - J.K. Rowling : La Magie des mots (téléfilm) - La Lettre de Holly (téléfilm) - Un terrible secret (téléfilm) - Reef Break (série télévisée) - Christmas on the Farm (téléfilm) | Et aussi - Marjorie Frantz dans Un cadavre sur le campus - Michèle Lituac dans Blonde (série télévisée) - Pascale Chemin dans L'Île de l'étrange (série télévisée) |

Au Québec